# Campionati del mondo di atletica leggera 2009 - Salto triplo femminile
La competizione si è svolta su due giorni: qualificazioni la mattina del 15 agosto e finale la sera del 17 agosto 2009.

## Podio
| #       | Atleta           | Nazionalità | Misura  |
| ------- | ---------------- | ----------- | ------- |
| Oro     | Yargelis Savigne | Cuba        | 14,95 m |
| Argento | Mabel Gay        | Cuba        | 14,61 m |
| Bronzo  | Anna Pyatykh     | Russia      | 14,58 m |

## Situazione pre-gara

### Record
Prima di questa competizione, il record del mondo (WR) e il record dei campionati (CR) erano i seguenti.
| Record                | Prestazione | Atleta                | Data                            | Competizione              |
| --------------------- | ----------- | --------------------- | ------------------------------- | ------------------------- |
| Record mondiale       | 15,50 m     | Inesa Kravec' Ucraina | 10 agosto 1995 Göteborg, Svezia | Campionati del mondo 1995 |
| Record dei campionati | 15,50 m     | Inesa Kravec' Ucraina | 10 agosto 1995 Göteborg, Svezia | Campionati del mondo 1995 |

### Campionesse in carica
Le campionesse in carica, a livello mondiale e continentale, erano:
| Campione | Atleta                         | Prestazione | Data                              | Competizione                |
| -------- | ------------------------------ | ----------- | --------------------------------- | --------------------------- |
| Olimpico | Françoise Mbango Etone Camerun | 15,39 m     | 17 agosto 2008 Pechino, Cina      | Giochi della XXIX Olimpiade |
| Mondiale | Yargelis Savigne Cuba          | 15,28 m     | 1º settembre 2007 Osaka, Giappone | Campionati del mondo 2007   |
| Europeo  | Tatyana Lebedeva Russia        | 15,15 m     | 13 agosto 2006 Göteborg, Svezia   | Campionati europei 2006     |

### La stagione
Prima di questa gara, le atlete con le migliori tre prestazioni dell'anno erano:
| # | Atleta                   | Prestazione | Data                             |
| - | ------------------------ | ----------- | -------------------------------- |
| 1 | Nadezhda Alekhina Russia | 15,14 m     | 26 luglio 2009 Čeboksary, Russia |
| 2 | Yargelis Savigne Cuba    | 15,00 m     | 13 luglio 2009 Atene, Atene      |
| 3 | Anna Pyatykh Russia      | 14,67 m     | 26 luglio 2009 Čeboksary, Russia |

## Qualificazione
La qualificazione si è svolta, con le atlete divise in due gruppi (A e B), a partire dalle ore 11:00 UTC+2 del 15 agosto 2009.

L'accesso alla finale era riservato alle concorrenti con una misura di almeno 14,45 m o, in mancanza di dodici di queste, alle prime dodici della qualificazione.
| #  | Gruppo | Atleta                 | Nazionalità | 1ª prova | 2ª prova | 3ª prova | Misura | Vento | Note                          |
| -- | ------ | ---------------------- | ----------- | -------- | -------- | -------- | ------ | ----- | ----------------------------- |
| 1  | B      | Xie Limei              | Cina        | 14,62    |          |          | 14,62  | 0,5   | Q                             |
| 2  | A      | Yargelis Savigne       | Cuba        | x        | 14,53    |          | 14,53  | -1,5  | Q                             |
| 3  | B      | Mabel Gay              | Cuba        | x        | 14,53    |          | 14,53  | -1,2  | Q                             |
| 4  | A      | Tatyana Lebedeva       | Russia      | 14,45    |          |          | 14,45  | -1,2  | Q                             |
| 5  | B      | Biljana Topic          | Serbia      | 14,37    | 13,80    | -        | 14,37  | 0,3   | q                             |
| 6  | A      | Teresa Nzola Meso      | Francia     | x        | 13,87    | 14,32    | 14,32  | 0,9   | q                             |
| 7  | B      | Cristina Bujin         | Romania     | 14,22    | 12,82    | 14,29    | 14,29  | 0,3   | q                             |
| 8  | A      | Anna Pyatykh           | Russia      | x        | 14,01    | 14,27    | 14,27  | 0,2   | q                             |
| 9  | A      | Dana Velďáková         | Slovacchia  | x        | 14,25    | 14,20    | 14,25  | -1,0  | q                             |
| 10 | B      | Trecia Smith           | Giamaica    | x        | x        | 14,21    | 14,21  | 0,1   | q                             |
| 11 | B      | Gisele de Oliveira     | Brasile     | 13,70    | 13,79    | 14,14    | 14,14  | 0,6   | q                             |
| 12 | B      | Olga Rypakova          | Kazakistan  | 14,02    | x        | 14,13    | 14,13  | -0,7  | q                             |
| 13 | A      | Yamilé Aldama          | Sudan       | 13,96    | 13,83    | 14,11    | 14,11  | 0,1   |                               |
| 14 | A      | Petia Dacheva          | Bulgaria    | 13,63    | 13,56    | 14,11    | 14,11  | 0,6   |                               |
| 15 | A      | Kimberly Williams      | Giamaica    | x        | 14,08    | x        | 14,08  | 0,9   | Miglior prestazione personale |
| 16 | B      | Malgorzata Trybanska   | Polonia     | x        | 14,06    | 13,80    | 14,06  | 1,2   |                               |
| 17 | B      | Shakeema Walker-Welsch | Stati Uniti | x        | x        | 14,01    | 14,01  | 3,2   |                               |
| 18 | B      | Svitlana Mamyeyeva     | Ucraina     | 13,92    | 13,35    | 13,70    | 13,92  | 0,7   |                               |
| 19 | A      | Snežana Rodič]         | Slovenia    | 13,92    | x        | x        | 13,92  | 0,0   |                               |
| 20 | A      | Svetlana Bolshakova    | Belgio      | 13,89    | x        | 13,73    | 13,89  | 0,3   |                               |
| 21 | A      | Magdelín Martínez      | Italia      | 13,80    | 13,72    | 13,87    | 13,87  | -0,4  |                               |
| 22 | A      | Martina Šestáková      | Rep. Ceca   | x        | 13,69    | 13,84    | 13,84  | -0,9  |                               |
| 23 | A      | Irina Litvinenko       | Kazakistan  | 13,63    | 13,77    | 13,82    | 13,82  | 0,1   |                               |
| 24 | B      | Nataliya Yastrebova    | Ucraina     | x        | 13,58    | 13,74    | 13,74  | -0,8  |                               |
| 25 | B      | Athanasia Perra        | Grecia      | 13,69    | x        | x        | 13,69  | 0,2   |                               |
| 25 | B      | Marija Šestak          | Slovenia    | x        | x        | 13,69    | 13,69  | -0,8  |                               |
| 27 | A      | Shani Marks            | Stati Uniti | x        | x        | 13,67    | 13,67  | 0,3   |                               |
| 28 | B      | Nadezhda Alekhina      | Russia      | x        | x        | 13,60    | 13,60  | -0,7  |                               |
| 29 | A      | Paraskeuī Papachristou | Grecia      | 13,58    | x        | 13,58    | 13,58  | 0,8   |                               |
| 30 | B      | Vanessa Gladone        | Francia     | 13,51    | 13,42    | 13,40    | 13,51  | 0,8   |                               |
| 31 | A      | Liliya Kulyk           | Ucraina     | 13,37    | 13,41    | 13,41    | 13,41  | -1,8  |                               |
| 32 | A      | Erica McLain           | Stati Uniti | 13,34    | x        | 13,39    | 13,39  | -0,3  |                               |
| 33 | A      | Patricia Sylvester     | Grenada     | 13,22    | 13,05    | 12,98    | 13,22  | 0,9   |                               |
| 34 | B      | Katja Demut            | Germania    | x        | 11,38    | x        | 11,38  | -1,3  |                               |
| 35 | B      | Françoise Mbango Etone | Camerun     |          |          |          | NM     |       |                               |

## Finale
La finale si è svolta a partire dalle ore 20:00 UTC+2 del 17 agosto 2009.
| #       | Atleta             | Nazionalità | 1ª prova | 2ª prova | 3ª prova | 4ª prova | 5ª prova | 6ª prova | Misura | Vento | Note                                     |
| ------- | ------------------ | ----------- | -------- | -------- | -------- | -------- | -------- | -------- | ------ | ----- | ---------------------------------------- |
| Oro     | Yargelis Savigne   | Cuba        | 14,45    | 14,14    | 14,89    | 14,85    | 14,95    | 14,39    | 14,95  | 1,3   |                                          |
| Argento | Mabel Gay          | Cuba        | 13,87    | 14,50    | x        | 14,61    | 14,48    | 14,04    | 14,61  | -0,2  | Miglior prestazione personale stagionale |
| Bronzo  | Anna Pyatykh       | Russia      | 13,72    | 14,23    | 13,66    | 14,58    | 14,46    | 14,53    | 14,58  | -0,4  |                                          |
| 4       | Biljana Topic      | Serbia      | 14,21    | 14,38    | 14,27    | 14,52    | 14,43    | 14,10    | 14,52  | -0,1  | Record nazionale                         |
| 5       | Trecia Smith       | Giamaica    | 14,31    | x        | x        | 14,41    | 14,48    | x        | 14,37  | -0,2  | Miglior prestazione personale stagionale |
| 6       | Tatyana Lebedeva   | Russia      | x        | 14,37    | 14,23    | 14,22    | 14,26    | 14,28    | 14,37  | 0,0   |                                          |
| 7       | Cristina Bujin     | Romania     | 14,26    | 14,00    | 14,03    | 14,20    | 14,16    | 14,15    | 14,26  | -0,2  |                                          |
| 8       | Dana Velďáková     | Slovacchia  | 14,25    | x        | 12,86    | 14,14    | 14,19    | 14,13    | 14,25  | -0,2  |                                          |
| 9       | Xie Limei          | Cina        | 14,16    | 11,46    | 14,06    |          |          |          | 14,16  | -0,1  |                                          |
| 10      | Olga Rypakova      | Kazakistan  | x        | 13,91    | 13,71    |          |          |          | 13,91  | -0,2  |                                          |
| 11      | Teresa Nzola Meso  | Francia     | 13,77    | 13,79    | x        |          |          |          | 13,79  | 0,0   |                                          |
| 12      | Gisele de Oliveira | Brasile     | x        | 13,19    | -        |          |          |          | 13,19  | -0,2  |                                          |